# Vladimir Tribuc
Vladimir Filippovič Tribuc (in russo Влади́мир Фили́ппович Три́буц?; San Pietroburgo, 28 luglio 1900 – Mosca, 30 agosto 1977) è stato un ammiraglio sovietico, comandante in capo della Flotta del Baltico della Marina militare sovietica per tutta la durata della seconda guerra mondiale.

## Biografia
Si arruolò nella marina sovietica nel febbraio del 1918, prendendo parte alla guerra civile russa sul fronte del Volga e nel mar Caspio. Dopo la guerra si diplomò all'alta scuola navale M. V. Frunze di San Pietroburgo nel 1926, ottenendo poi il grado di ufficiale nel 1932 dopo aver frequentato l'accademia navale; si iscrisse al Partito Comunista dell'Unione Sovietica nel 1928. Tra il 1932 ed il 1936 servì sulle unità della Flotta del Baltico, prima come ufficiale sulla corazzata Marat, e poi come comandante del cacciatorpediniere Jakov Sverdlov. Dal febbraio del 1938 fu capo di stato maggiore della Flotta del Baltico, venendo poi nominato comandante della Flotta stessa nell'aprile del 1939; con questa qualifica guidò la Flotta durante la guerra d'inverno contro la Finlandia da novembre del 1939 al marzo del 1940, anche se la marina sovietica giocò un ruolo minore nel conflitto.
Il 22 giugno 1941 la Germania lanciò l'operazione Barbarossa, un attacco generale contro l'Unione Sovietica. Contravvenendo agli ordini di Stalin, nei giorni immediatamente precedenti l'attacco tedesco Tribuc prese diverse misure preparatorie, trasferendo le corazzate dalla base principale della Flotta a Tallinn alla base di Kronštadt (dotata di una migliore difesa contraerea), inviando unità a pattugliare il golfo di Riga, ed infine ponendo l'intera flotta in stato di massima allerta alle 23:37 del 21 giugno; queste misure consentirono alla Flotta di farsi trovare preparata al momento dell'attacco tedesco, e contribuirono notevolmente alla sua salvezza. La rapida avanzata tedesca portò ben presto alla perdita dei paesi baltici, ed il 20 agosto le forze della Wehrmacht lanciarono un attacco contro la base della Flotta del Baltico a Tallinn; Tribuc progettò di evacuare la base, ma gli ordini tassativi da Mosca gli impedivano di iniziare l'operazione fino a che i tedeschi non avessero messo piede nella città. L'operazione poté iniziare solo alle 12:20 del 27 agosto: quattro gruppi di navi sovietiche, che imbarcavano circa 40.000 persone tra militari e civili, lasciarono il porto scaglionate, guidate dallo stesso Tribuc imbarcato sull'incrociatore leggero Kirov; il lungo convoglio di navi sovietiche venne ripetutamente attaccato dai bombardieri della Luftwaffe, da motosiluranti tedesche e finlandesi, e da mine navali disseminate nel golfo di Finlandia: ben 65 navi sovietiche di vario tipo furono affondate, con la perdita di 14.000 degli uomini imbarcati.
Dopo la perdita dell'Estonia i resti della Flotta del Baltico ripiegarono su Kronštadt, l'ultima base navale rimasta alla marina sovietica nel mar Baltico; da qui le unità di Tribuc contribuirono attivamente alla difesa di Leningrado dagli attacchi tedeschi in collaborazione con i reparti dell'Armata Rossa: l'artiglieria e l'aviazione della Flotta contribuirono attivamente a battere le posizioni degli assedianti, infliggendo loro gravi danni. Nel corso del 1942 Tribuc inviò i sommergibili della Flotta a più riprese nel golfo di Finlandia e nelle acque del Baltico settentrionale, alla caccia dei convogli mercantili dell'Asse: sebbene i danni materiali fossero contenuti, la campagna sottomarina creò un notevole scompiglio nelle rotte commerciali del bacino. Nel giugno del 1944, invece, le unità di superficie della Flotta contribuirono ad appoggiare l'offensiva Viipuri-Petroskoi, attacco che portò all'uscita della Finlandia dal conflitto; le unità della marina sovietica continuarono ad appoggiare i reparti dell'Armata Rossa al largo delle coste della Germania, fino alla conclusione delle ostilità nel maggio del 1945.
Nominato ammiraglio nel 1943, Tribuc lasciò la guida della Flotta del Baltico nel maggio del 1947, quando venne trasferito al comando delle forze navali sovietiche nell'estremo oriente russo; ricoprì poi posizioni di rilievo nell'alto comando della Marina sovietica: fu capo del servizio idrografico (1949 - 1957), ispettore del Ministero della Difesa per la Marina Militare e comandante dell'accademia dello Stato Maggiore delle forze armate dell'URSS (1957 - 1960). Si ritirò dal servizio attivo nel 1961, dedicandosi alla stesura di più di 50 libri sulla storia della Flotta baltica e sulle sue operazioni durante la seconda guerra mondiale; ottenne anche un dottorato in storia nel 1972.
Vladimir Tribuc morì il 30 agosto 1977 a Mosca, per cause naturali, all'età di 77 anni; in suo onore un cacciatorpediniere della classe Udaloj, varato nel marzo del 1983 ed attualmente ancora in servizio con la Flotta del Pacifico, venne nominato Admiral Tribuc ("Адмирал Трибуц").